# لوویک، نورث‌همپتون‌شر
لوویک (به انگلیسی: Lowick) یک روستا و محله مدنی در بریتانیا است که در East Northamptonshire واقع شده‌است. لوویک ۲۹۸ نفر جمعیت دارد.